# String Driven Thing
String Driven Thing war eine schottische Folk-Rock-Band, die von 1969 bis 1975 bestand und ab 1991 wieder auftrat.

## Geschichte
String Driven Thing wurde 1969 vom Ehepaar Pauline und Chris Adams als Trio mit John Mannion gegründet. 1970 brachten sie ihr Debütalbum String Driven Thing heraus.
1972 bekamen sie einen Vertrag bei Charisma Records. Mittlerweile ein Quartett mit Graham Smith und Colin Wilson – Mannion schied 1972 aus –, traten sie beim Reading Festival auf und spielten ihr erstes Album für Charisma ein, das ebenfalls schlicht String Driven Thing hieß. Das Album erhielt gute Kritiken. Die Band spielte Ende 1972 als Vorgruppe von Genesis in New York.
Das nächste Album The Machine That Cried nahmen sie 1973 mit einem fünften Bandmitglied auf, dem Schlagzeuger Billy „The Kid“ Fairley. Trotz guter Kritiken verkaufte sich das Album nur schleppend. Es gab einige Umbesetzungen, und 1974 verließ das Ehepaar Adams die Band. Mit Ersatzmusikern wurden noch zwei Alben aufgenommen, dann löste sich die Gruppe 1975 auf.
Seit 1991 trat String Driven Thing mit Chris und Pauline Adams und verschiedenen Begleitmusikern wieder auf. 2007 erschien mit Moments of Truth ihr erstes Studioalbum seit mehr als 30 Jahren.
Bassist Colin Wilson starb 2013. Gründungsmitglied und Sänger Chris Adams starb am 7. Oktober 2016.

## Diskografie
Alben
- 1968: String Driven Thing
- 1972: String Driven Thing (Charisma)
- 1973: The Machine That Cried (Charisma)
- 1974: Please Mind Your Head (Charisma)
- 1975: Keep yer 'and on it (Charisma)
- 1992: Dischotomy: The Rarities 1971-1974 (Kompilation; World Wide Records)
- 1998: In the Studio '72 (Ozit Records)
- 2007: Moments of Truth
- 2009: Songs From Another Country

Singles
- 1971: Another Night in this Old City / Say What You Like
- 1972: Eddie / Hooked on the Road
- 1973: Circus / My Real Hero
- 1973: It's a Game / Are You a Rock and Roller
- 1974: Overdrive / Timpani for the Devil
- 1976: Cruel to Fool / Josephine